# 李毅 (1970年)
李毅（1970年7月—），男，漢族，陝西岐山人，中華人民共和國政治人物，中共陕西省委黨校經濟管理專業研究生畢業，北京工業大學項目管理領域工程碩士。

## 生平

### 陕西省
1992年7月參加工作，1991年1月加入中國共產黨。從政生涯從西安市開始，歷任藍田縣委書記、縣人民政府縣長，高陵縣委書記，新城區委書記、區人民政府區長，西安市委常委。2018年，轉任渭南市委副書記、市長。

### 黑龙江省
2020年4月，升任黑龍江省人民政府副省長。2020年8月，兼任黑龙江省公安厅厅长、党委书记。